# Adrianinha
Adriana Moisés Pinto Mafra (Franca, 6 de dezembro de 1978), também conhecida como Adrianinha, é uma ex-jogadora brasileira de basquetebol e treinadora de basquetebol. Atuou como armadora.
Com 5 participações em Jogos Olímpicos (Sidney 2000, Atenas 2004, Pequim 2008, Londres 2012, Rio de Janeiro (2016), é a atleta de basquete com mais participações em Jogos Olímpicos, juntamente com o Oscar Schimdt e a americana Sue Bird.

## Biografia
Adrianinha iniciou sua trajetória como jogadora de basquete aos 13 anos e rapidamente se destacou nas categorias de base. Em 1997, no Mundial Juvenil realizado no Brasil, foi honrada como a melhor jogadora do torneio. Ao longo de sua carreira, participou em cinco edições dos Jogos Olímpicos (Sydney 2000, Atenas 2004, Pequim 2008, Londres 2012 e Rio 2016). Mesmo após sua aposentadoria em 2014, retornou às quadras para representar o Brasil nos Jogos Olímpicos do Rio em 2016. Além de sua brilhante carreira na seleção e em clubes brasileiros, Adrianinha também deixou sua marca na Europa e na WNBA.
Substituta de Helen na armação da seleção brasileira, conquistou a medalha de bronze nos Jogos Olímpicos de Sydney em 2000, na sua primeira participação. Ela fez parte do elenco da Seleção Brasileira de Basquetebol Feminino, nas Olimpíadas de 2000 a 2016, somando cinco participações olímpicas.
Neste período, participou do basquete nos Jogos Pan-Americanos de 2007, no Rio de Janeiro, quando a seleção brasileira conquistou a medalha de prata.
Adrianinha anunciou sua aposentadoria da seleção em 2014. Em 2015, a jogador voltou atrás de sua decisão e participou dos jogos do Rio 2016. A jogador foi fundamental na conquista da medalha de prata no Pan-Americano de 2007. Muito veloz e inteligente, Adriana foi chamada para jogar na maior liga do mundo: a WNBA. Apesar disso, a jogadora deixou a liga após não ser bem aproveitada pelo time de Phoenix. Com participações em diversos times do Brasil e da Europa, Adrianinha é uma das maiores jogadoras brasileiras de todos os tempos.
Como treinadora, Adriana já conquistou um título pela Seleção Sub-18 Feminina, que disputou o campeonato Sul americano da categoria, realizado na Argentina em 2022.

## Clubes
- Ponte Preta/Campinas (SP)
- Microcamp/Campinas (SP)
- BCN/Osasco (SP)
- Quaker/Jundiaí (SP)
- Phoenix Mercury
- Unimed/Americana (SP)
- HS Penta Faenza
- Nur-Kasan
- Sport Recife (PE)
- América (PE)
- {{HRVb}} Gospic
- {{ITAb}} Faenza

## Títulos
Pela seleção:
- Medalhista de Bronze Olímpica (Austrália – 2000)
- Campeã  do Torneio Pré-Olímpico das Américas (México – 2003 e Colômbia – 2011)
- Campeã Copa América/Pré-Mundial Adulto (Brasil –  2009)
- Medalhista Jogos Pan-Americanos: Prata no Rio de Janeiro (Brasil – 2007) e Bronze em Santo Domingo (Rep. Dominicana – 2003)
- Campeã do Sul-Americano Adulto (Brasil – 1999,  Peru – 2001, Equador – 2003 e Chile –  2010)
- Campeã Copa América Juvenil (México – 1996)
- Vice-campeã do Campeonato Sul-Americano Juvenil (Equador – 1996)
- Campeã Campeonato Sul-Americano Cadete (Chile – 1994)

Pelos clubes:
- Campeã do Nacional de Basquete Feminino (LBF) (Sport Clube Recife - 2012)
- Campeã do Campeonato Mundial Interclubes (BCN/Osasco – 1998)
- Vice-Campeã do Campeonato Nacional (BCN/Osasco – 1998)
- Vice-Campeã do Campeonato Italiano (Faenza – 2005)
- Campeã do Campeonato Paulista Adulto (BCN/Osasco – 1998 e Americana – 2003)

Prêmios Individuais:
- MVP da Copa América de 2009

## Pós-aposentadoria
Adriana realizou seu sonho de ser técnica ao abrir a Associação Adrianinha de Basketball AADB, projeto social baseado em Recife (PE). Com mais de 150 crianças e parceria com a grande NBA, Adriana inspira diversas jovens.